# الا ویتاسو
الا ویتاسو (انگلیسی: Ella Viitasuo؛ زادهٔ ۲۷ مهٔ ۱۹۹۶) بازیکن هاکی روی یخ اهل فنلاند است.